# Sigmar-Peter Schuldt
Sigmar-Peter Schuldt (* 9. August 1950 in Wismar; † 23. August 2009) war ein deutscher Politiker der rechtsextremen DVU.

## Leben
Schuldt absolvierte eine Berufsausbildung zum Vollmatrosen in der Hochseefischerei. Anschließend studierte er von 1975 bis 1979 Ökonomie für Rechnungsführung und Statistik/Planung an der Fachschule für Ökonomie in Rodewisch. Nach einer kurzen Tätigkeit als Ökonom wurde er 1980 Gaststättenleiter, 1988 Wirtschaftsleiter. Ab 1990 war er selbstständiger Unternehmensberater.
1995 trat er der Deutschen Volksunion (DVU) bei, 2003 wurde er Vorsitzender des brandenburgischen DVU-Landesverbandes.
1999 und 2004 wurde er in den Landtag von Brandenburg gewählt, wo er parlamentarischer Geschäftsführer seiner Fraktion war. Bei der Kommunalwahl am 26. Oktober 2003 wurde er in den Kreistag des brandenburgischen Landkreises Potsdam-Mittelmark gewählt. Zum 1. November 2004 legte er sein Kreistagsmandat wieder nieder. Bei der Bundestagswahl 2005 kandidierte er auf Platz 1 der brandenburgischen Landesliste der NPD.
2001 wurde Schuldt vom Amtsgericht in Brandenburg an der Havel zu einer Geldstrafe von 6800 DM verurteilt, weil er einen Falschparker mit einer Gaspistole bedroht hatte.
Am 23. August 2009 verstarb Sigmar-Peter Schuldt nach langer schwerer Krankheit.